# Nitrato reduttasi (NAD)
La nitrato reduttasi (NAD) è un enzima appartenente alla classe delle ossidoreduttasi, che catalizza la seguente reazione:
nitrito + NAD+ + H2O ⇄ nitrato + NADH + H+
L'enzima è una flavoproteina ferro-zolfo e molibdeno. È un complesso enzimatico interessante sotto il profilo fisiologico vegetale, dal momento che è il catalizzatore di una reazione che comporta la riduzione da nitrato a nitrito. Questa reazione avviene grazie ad una catena di trasferimento elettronico, tramite questa catena, due elettroni vengono trasferiti dal NADH all'NO3-, in questo modo, il nitrato viene convertito in nitrito. La reazione di riduzione continua poi tramite la nitrito reduttasi che converte il nitrito ad ammoniaca, quest'ultima verrà poi assemblata a scheletri carboniosi rendendola non tossica, e trasformandola in glutammina a ac. glutammico.